# Mark Tajmanov
Mark Jevgenjevitsj Tajmanov (Russisch: Марк Евгеньевич Тайманов) (Charkov, 7 februari 1926 – Sint Petersburg, 28 november 2016) was een Russische schaker. Hij was een leerling van de school van Michail Botvinnik en halverwege de 20e eeuw behoorde hij tot de wereldtop. Hij was een FIDE grootmeester.
In 1948 was hij kampioen van Leningrad en een jaar later eindigde hij als derde in het toernooi om het kampioenschap van de Sovjet-Unie. In 1952 werd hij kampioen van de USSR. Tajmanov heeft in veel toernooien meegespeeld en wist zich bijna overal staande te houden. In de kandidatenmatch voorafgaande aan het wereldkampioenschap van 1971 tegen Bobby Fischer, verloor hij echter al zijn zes partijen. Hij was hierdoor zo ontdaan dat hij meteen met schaken stopte en overstapte naar zijn grote liefde: de muziek. Hij was tevens een begenadigd musicus.
Rond diezelfde tijd raakte Tajmanov ook in politieke moeilijkheden en verloor daardoor de steun van de Communistische Partij. Later werd hij gerehabiliteerd en keerde hij naar het schaken terug: in 1976 werd hij zelfs weer kampioen van zijn land.
In 2001 werd hij tweede, een half punt onder de winnaar Jacob Murey, op het eerste Europees Schaakkampioenschap voor Senioren in Saint-Vincent.
Mark Tajmanov heeft zich veel verdiept in de schaaktheorie, in het bijzonder in de schaakopening Nimzo-Indisch waarover hij een boek heeft geschreven. Hij heeft ook varianten op zijn naam staan met de volgende zetten:
1.d4 Pf6 2.c4 e6 3.Pc3 Lb4 4.e3 Pc6 (diagram) en 1.e4 c5 2.Pf3 Pc6 3.d4 cxd4 4.Pxd4 e6 5.Pc3 Dc7
| 8 | rd |    | bd | qd | kd |    |    | rd |
| 7 | pd | pd | pd | pd |    | pd | pd | pd |
| 6 |    |    | nd |    | pd | nd |    |    |
| 5 |    |    |    |    |    |    |    |    |
| 4 |    | bd | pl | pl |    |    |    |    |
| 3 |    |    | nl |    | pl |    |    |    |
| 2 | pl | pl |    |    |    | pl | pl | pl |
| 1 | rl |    | bl | ql | kl | bl | nl | rl |
|   | a  | b  | c  | d  | e  | f  | g  | h  |

## Externe links

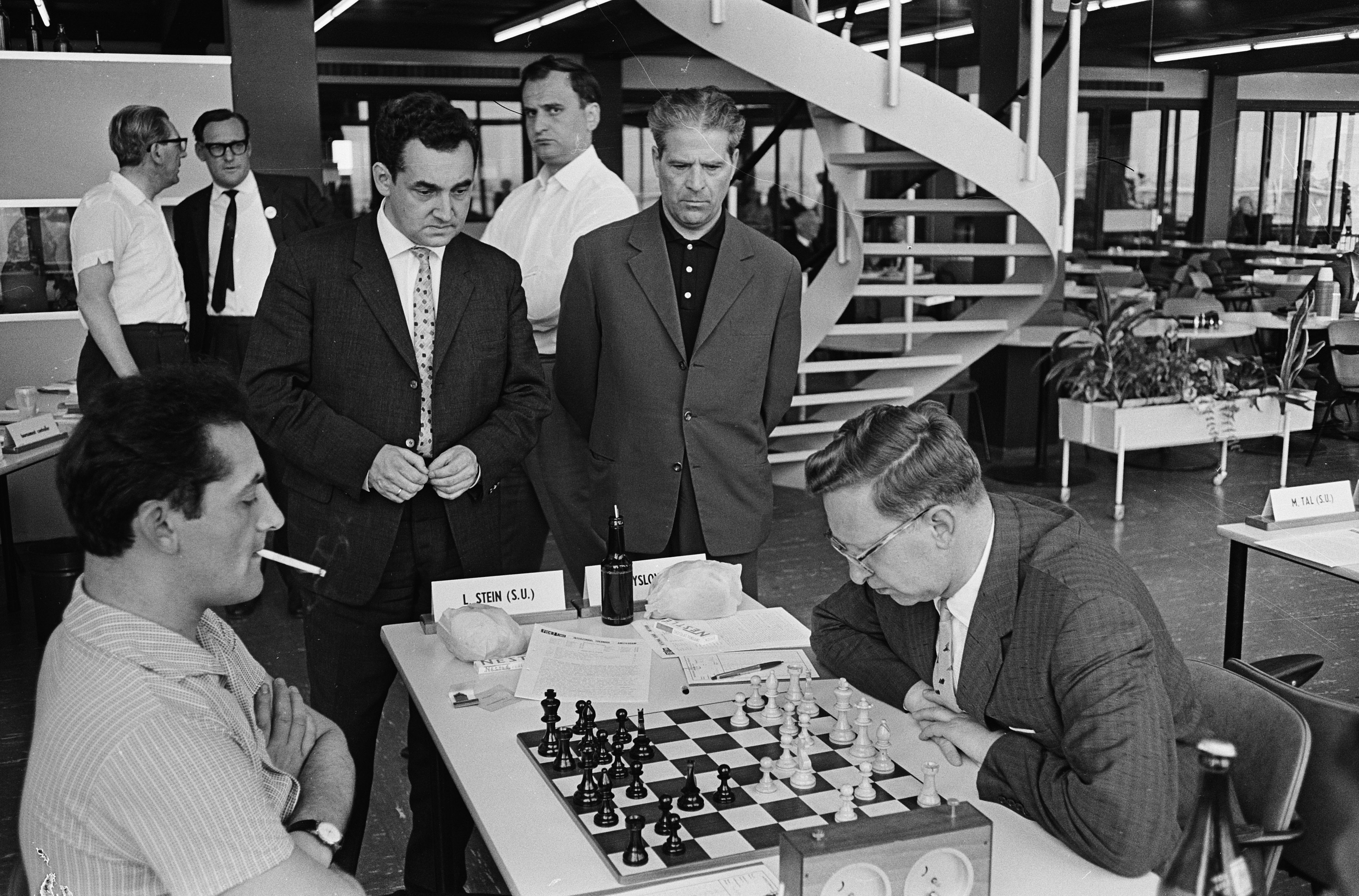
Interzone toernooi 1964 Amsterdam. V.l.n.r.: Leonid Stein, Mark Tajmanov, Andor Lilienthal en Vasili Smyslov